# العلاقات الدومينيكية اللاتفية
العلاقات الدومينيكية اللاتفية هي العلاقات الثنائية التي تجمع بين دومينيكا ولاتفيا.

## مقارنة بين البلدين
هذه مقارنة عامة ومرجعية للدولتين:
| وجه المقارنة                                              | دومينيكا              | لاتفيا                                             |
| --------------------------------------------------------- | --------------------- | -------------------------------------------------- |
| المساحة (كم2)                                             | 751                   | 64.59 ألف                                          |
| عدد السكان (نسمة)                                         | 73.92 ألف             | 1.93 مليون                                         |
| الكثافة السكانية (ن./كم²)                                 | 9.84 ألف              | 29.88                                              |
| العاصمة                                                   | روسو                  | ريغا                                               |
| اللغة الرسمية                                             | لغة إنجليزية          | اللغة اللاتفية                                     |
| العملة                                                    | دولار شرق الكاريبي    | يورو، لاتس لاتفي، الروبل اللاتفي ‏، الروبل اللاتفي ‏ |
| الناتج المحلي الإجمالي (بليون دولار)                      | 562.54 مليون          | 30.26 مليار                                        |
| الناتج المحلي الإجمالي (تعادل القوة الشرائية) بليون دولار | 789.63 مليون          | 49.24 مليار                                        |
| الناتج المحلي الإجمالي الاسمي للفرد دولار أمريكي          | 7.12 ألف              | 14.06 ألف                                          |
| الناتج المحلي الإجمالي للفرد دولار أمريكي                 | 10.88 ألف             | 23.55 ألف                                          |
| مؤشر التنمية البشرية                                      | 0.724                 | 0.819                                              |
| رمز المكالمات الدولي                                      | +1767                 | +371                                               |
| رمز الإنترنت                                              | .dm                   | .lv                                                |
| المنطقة الزمنية                                           | 00، توقيت أطلنطي موحد | ت ع م+02:00، ت ع م+03:00، أوروبا/ريغا ‏             |

## منظمات دولية مشتركة
يشترك البلدان في عضوية مجموعة من المنظمات الدولية، منها:
| علم المنظمة | اسم المنظمة                        | تاريخ انضمام دومينيكا | تاريخ انضمام لاتفيا |
| ----------- | ---------------------------------- | --------------------- | ------------------- |
|             | مؤسسة التنمية الدولية              | 29 سبتمبر 1980        | 11 أغسطس 1992       |
|             | يونسكو                             | 9 يناير 1979          | 9 يوليو 1951        |
|             | وكالة ضمان الاستثمار متعدد الأطراف | 7 أكتوبر 1991         | 21 أغسطس 1998       |
|             | الأمم المتحدة                      | 18 ديسمبر 1978        | 17 سبتمبر 1991      |
|             | الاتحاد البريدي العالمي            | ?                     | ?                   |
|             | البنك الدولي للإنشاء والتعمير      | 29 سبتمبر 1980        | 11 أغسطس 1992       |
|             | الاتحاد الدولي للاتصالات           | 28 أكتوبر 1996        | 11 ديسمبر 1921      |
|             | منظمة حظر الأسلحة الكيميائية       | ?                     | ?                   |
|             | مؤسسة التمويل الدولية              | 29 سبتمبر 1980        | 29 سبتمبر 1993      |
|             | منظمة التجارة العالمية             | ?                     | 1999                |
|             | منظمة الشرطة الجنائية الدولية      | ?                     | ?                   |

## وصلات خارجية
- موقع وزارة الخارجية اللاتفية